# ベイルート (映画)
『ベイルート』（Beirut）は、2018年にアメリカ合衆国で公開されたスリラー映画である。監督はブラッド・アンダーソン、主演はジョン・ハムとロザムンド・パイクが務めた。
日本国内では劇場公開されなかったが、2018年6月15日からネットフリックスによる配信が開始された。

## 概略
1982年、レバノンは内戦状態にあった。そんな中、アメリカの政府職員（カル）が武装勢力に拉致されるという事件が発生した。CIAは直ちに人質の救出に取りかかったが、事態は一向に好転しなかった。そこで、元外交官のメイソン・スカイルズがグループとの交渉役に抜擢されることとなった。スカイルズは家族を殺されたことがきっかけで一線を退いていたが、友人が誘拐されたことを知り、現場に復帰する決意を固めたのである。交渉の中で、武装集団はカルの身柄引き渡しと引き替えにカリームというテロリストの解放を求めてきた。その男はスカイルズの家族を殺した張本人でもあった。スカイルズは友人の命を助けたいという思いと復讐への思いで引き裂かれることとなった。

## キャスト
※括弧内は日本語吹替
- メイソン・スカイルズ - ジョン・ハム（山寺宏一）
- サンディ・クラウダー - ロザムンド・パイク（加藤有生子）
- ドナルド・ゲインズ - ディーン・ノリス（中博史）
- ゲイリー・ルザック - シェー・ウィガム（入江崇史）
- フランク・ウェーレン - ラリー・パイン
- カル・ライリー - マーク・ペルグリノ（中根徹）
- カリーム・アブ・ラジャル - イディル・チェンダー（フランス語版）（小松史法）
- ジャーシム / ラミ - ベン・アファン
- ナディア・スカイルズ - レイラ・ベクティ（早川舞）
- ロニ・ニヴ - アロン・アブトゥブール
- アリス・ライリー - ケイト・フリートウッド（英語版）
- サリー - ダグラス・ホッジ（英語版）
- バーナード・テプラー - ジョニー・コイン（英語版）
- ファーミ - モハメド・ゾウイ（英語版）
- ラフィク - モハメド・アットウグイ

## 製作
2015年5月、ジョン・ハムが本作に出演することになったとの報道があった。7月、ロザムンド・パイクの出演が決まった。2016年5月、ディーン・ノリス、ラリー・パイン、マーク・ペルグリノ、シェー・ウィガムがキャスト入りした。6月、本作の主要撮影がモロッコのタンジェで始まった。

## 公開
2017年7月、ブリーカー・ストリートが本作の全米配給権を獲得したと報じられた。2018年1月22日、本作はサンダンス映画祭でプレミア上映された。

## 評価

### 予告編に対する批判
2018年1月11日、本作の予告編が公開された。その直後からSNSを中心に批判が巻き起こった。『ニューヨーク・タイムズ』は「レバノン人及びアラブ人に対するステレオタイプな描写がある」「レバノン人の俳優が一切出演していない」と批判した。白人中心主義的な語り口やレバノン内戦の複雑さを無視していること、レバノン人の登場人物の造型が雑であることに批判が向けられた。また、予告編の中に「2000年にも及ぶ報復と抗争、殺人の歴史がある町、ベイルートへようこそ」という文言があったことも、ベイルートの歴史を曲解したものだと批判されている。

### 批評家からの評価
本作は批評家から好意的に評価されている。映画批評集積サイトのRotten Tomatoesには72件のレビューがあり、批評家支持率は78%、平均点は10点満点で6.8点となっている。サイト側による批評家の見解の要約は「『ベイルート』は国際的な駆け引きを複雑かつ緊張感のあるストーリーとして展開している。ジョン・ハムとロザムンド・パイクの名演によって、その質はさらに高められている」となっている。また、Metacriticには28件のレビューがあり、加重平均値は70/100となっている。